# Billy Ze Kick (film)
Pour les articles homonymes, voir Billy ze Kick.
Pour plus de détails, voir Fiche technique et Distribution.
Billy Ze Kick est un film français réalisé par Gérard Mordillat, sorti en 1985.

## Synopsis
D'étranges meurtres sèment la panique dans la ville. Il semblerait que le coupable soit Billy Ze Kick, le héros inventé par un père pour endormir sa fille passionnée d'histoires criminelles. 

## Fiche technique
- Titre : Billy Ze Kick
- Réalisation : Gérard Mordillat
- Scénario : Gérard Mordillat et Gérard Guérin, d'après le roman éponyme de Jean Vautrin
- Musique : Jean-Claude Petit
- Photographie : Jean Monsigny
- Montage : Michèle Catonné
- Décors : Théobald Meurisse
- Pays de production :  France
- Format : Couleurs - 1,66:1 - Mono
- Genre : comédie
- Durée : 95 minutes
- Date de sortie : 
  - France : 18 décembre 1985

## Distribution
- Francis Perrin : Inspecteur Chapeau
- Dominique Lavanant : Madame Achere
- Zabou : Juliette Chapeau
- Marie France : Miss Peggy
- Patrice Valota : Eugene
- Jacques Pater : Inspecteur Cordier
- Pascal Pistacio : Hippo
- Cérise Bloc : Julie-Berthe
- Michael Lonsdale : Commissaire Bellanger
- Yves Robert : Alcide
- Olivia Brunaux
- Brigitte Lecordier
- Jean-Claude Petit
- Nicolas Philibert
- Jean-Paul Pitolin
- Jean Herman